# Hoboken Land and Improvement Company Building
El Hoboken Land and Improvement Company Building está ubicado en Hoboken (Estados Unidos). El edificio fue diseñado por Charles Fall y construido por Myles Tierney en 1889. Se agregó al Registro Nacional de Lugares Históricos del estado de Nueva Jersey el 3 de julio de 1979. Albergaba las oficinas del holding inmobiliario de la familia Stevens, Hoboken Land and Improvement Company. Destaca por su albañilería de alta calidad, con paneles rehundidos y morteros de colores contrastantes.